# Gustav Hammer (Industrieller)
Nikolaus Gustav Hammer (* 20. August 1851 in Nordhausen; † 18. August 1921 in Bad Harzburg) war ein deutscher Unternehmer in der Maschinenbau-Industrie. Das von ihm 1877 in Braunschweig gegründete Unternehmen Gustav Hammer & Co. ging 1899 in dem Unternehmen Karges-Hammer auf.

## Leben
Gustav Hammer wurde 1851 in Nordhausen im Königreich Preußen geboren. Er gründete 1877 in Braunschweig das Unternehmen Gustav Hammer & Co., das Maschinen und Apparate für die Konserven- und Fleischwarenindustrie produzierte. Der neue Standort befand sich in dem Industriegebiet im Westen der Stadt Braunschweig an der Blumenstraße. Das Lieferprogramm umfasste u. a. Fleischwiegeapparate, Wurstfüll- und Knetmaschinen, Gewürzmühlen und Speckwürfel-Schneidemaschinen. Weiterhin wurden Einrichtungen für Großschlachtereien angeboten, insbesondere für Genossenschaften und Unternehmen in Westfalen. Aufgrund der starken Konjunkturabhängigkeit der fleischverarbeitenden Industrie erweiterte Hammer Anfang der 1880er Jahre die Produktion um Dampfmaschinen, von denen größere Aggregate an die AEG in Berlin, an Helios in Köln, und an Schuckert & Co. in Nürnberg geliefert wurden. Neben diesen beiden Hauptzweigen bot Hammer auch Maschinen und Apparate für die Zuckerindustrie an. Das Unternehmen hatte seinen Hauptabsatzmarkt im Deutschen Reich, etwa 10 bis 15 % des Gesamtumsatzes entfielen auf Exporte nach Russland, Österreich-Ungarn, Rumänien, Skandinavien und Übersee. Im Jahr 1899 zählte das Unternehmen 75 Beschäftigte. In diesem Jahr fusionierte das Unternehmen mit dem Braunschweiger Konkurrenten R. Karges zur Maschinenfabriken R. Karges & G. Hammer & Co. AG.
Gustav Hammer starb durch einen Unglücksfall im Alter von 69 Jahren im August 1921 in Bad Harzburg.